# Philophylla humeralis
Philophylla humeralis är en tvåvingeart som först beskrevs av Friedrich Georg Hendel 1915.  Philophylla humeralis ingår i släktet Philophylla och familjen borrflugor. Inga underarter finns listade i Catalogue of Life.